# Aleksandr Kowalewski
Aleksandr Onufriewicz Kowalewski (ros. Александр Онуфриевич Ковалевский, ur. 7 listopada?/19 listopada 1840 w Osiedle Workowo, Powiat dyneburski, guberni witebskiej, Rosja, zm. 9 listopada?/22 listopada 1901 w Sankt Petersburgu) – rosyjski zoolog i embriolog polskiego pochodzenia. Jego bratem był paleontolog Włodzimierz Kowalewski. 

## Życiorys
Studiował nauki przyrodnicze na Uniwersytecie w Sankt Petersburgu, gdzie jego nauczycielami byli m.in. Leon Cienkowski i S. Kutorga. Po roku wyjechał na dalsze studia za granicę, nieformalnie uczęszczając na kursy zoologii i chemii na  Uniwersytecie w Heidelbergu, a od 1861, na Uniwersytecie w Tybindze. Po powrocie do Rosji w lecie 1861 zdał końcowe egzaminy na Uniwersytecie w Sankt Petersburgu. W 1863 roku ponownie wyjechał do Tybingi, a kolejne dwa lata spędził prowadząc badania w Stacji Zoologicznej w Neapolu.
W 1868 roku został mianowany profesorem na Cesarskim Uniwersytecie w Kazaniu. Od 1869 wykładał na Uniwersytecie Kijowskim, a pod koniec 1873 przeniósł się na Uniwersytet Noworosyjski w Odessie. W 1883 roku został wybrany członkiem korespondentem Cesarskiej Akademii Nauk, a w 1890 członkiem zwyczajnym, w tym samym roku przeniósł się do Sankt Petersburga, gdzie otrzymał katedrę zoologii na macierzystej uczelni. W 1896 odznaczony został Pour le Mérite za Naukę i Sztukę.

## Dorobek naukowy
Opisał m.in. kanał nerwowo-jelitowy.
Na jego cześć przyznawany jest medal za osiągnięcia w dziedzinie embriologii.